# 港京拉力賽

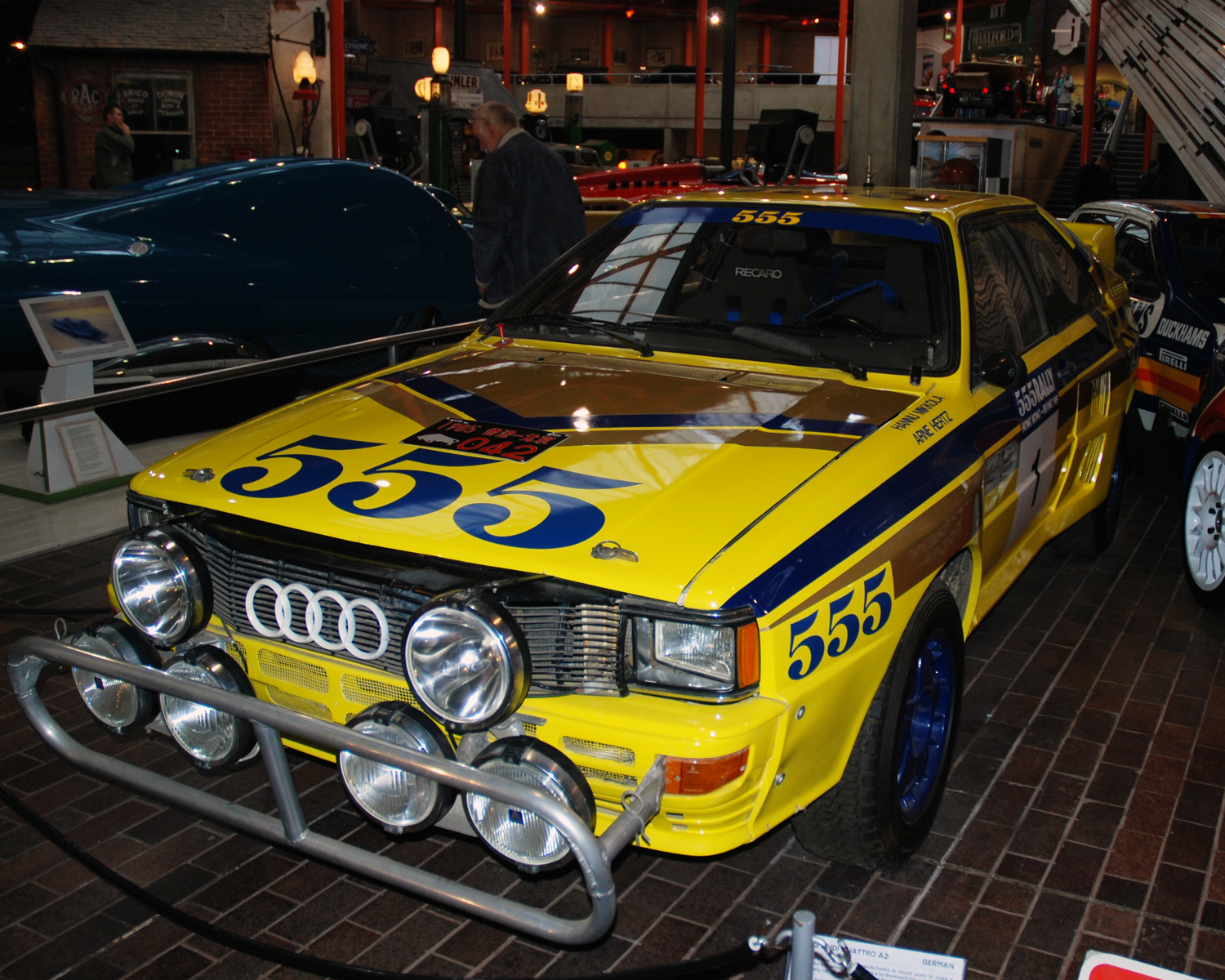
港京拉力賽參賽車奧迪Quattro。

香港－北京汽車拉力賽，簡稱港京拉力賽，因555香煙為贊助商，故此又稱為555香港－北京拉力賽。始創於1985年，是由中國汽車運動聯合會（FASC）與香港汽車會（HKAA）合作舉辦的汽車拉力賽，屬於第一場在中國舉行的賽車活動，是國際汽車聯盟認可的亞洲區錦標賽站，由1985年－1987年以及1993年－1996年舉行過7屆。賽事由香港作起點，初時於尖沙咀海運大廈起步，於1994年改於昂船洲起步，途經中國七個省份，終點設於北京天安門廣場，路線長達3,400多公里，分為安全車速行駛的一般路段和計時賽的特殊路段，香港部份改於昂船洲起步後才加入特殊路段。1997年被中國拉力賽所取代。

## 外部連結
- 官方网站